# Lucy Morrow
Pour les articles homonymes, voir Morrow.
Lucy Morrow est une céramiste irlandaise installée à Douarnenez.

## Biographie
Lucy Morrow grandit sa ns la région de Donegal, en Irlande. En 1990, elle est diplômée du Crawford College of Art and Design de Cork. En 2001, elle s'installe à Douarnenez, où elle enseigne la céramique au Centre des Arts André-Malraux.
Elle travaille la porcelaine et cherche des formes simples. Elle crée des objets du quotidien : vaisselle, gobelets, vases, théières etc. Ces objets ne sont d'aucune utilité. Chaque pièce est faite de plusieurs morceaux qui s'emboîtent. La théière est en deux morceaux, la carafe est trouée.

## Expositions
- Galerie Paltingi, Chateau-d'Oex, 2001
- Galerie Filambule, Lausanne, 2001
- Galerie d’Arte, Nantes, 2003
- Galerie ANAGAMA, Saint-Germain-en-Laye, 2008
- Finisterres, Musée départementale Breton, Quimper, 2015
- Métissages, Centre Céramique, Giroussens, 2015
- Madame est servie, WCC-BF, Mons, 2015
- Centered, Farmleigh Gallery, Phoenix Park, Dublin, 2015
- (Lost) Paradises, Alliages, Lille, 2016
- Histoires de Famille 2 / Le couple, La Galerie Collection d’Ateliers d’Art de France, Paris, 2017
- Touchstone, Farmleigh Gallery, Dublin, 2017

## Prix et distinctions
- prix international de céramique, Biennale internationale de céramique du Musée de Carouge, Carouge, 2011[3]